# Cancello Scalo
Cancello Scalo (conosciuta anche semplicemente come Cancello o Cancello Ferrovia in virtù della presenza della stazione ferroviaria) è la maggiore frazione di San Felice a Cancello, in provincia di Caserta, con circa 6 149 abitanti.

## Geografia fisica
La località sorge nella fettuccia estrema occidentale del comune, all'estremo lembo del Parco regionale del Partenio, al confine con il comune di Acerra (nella valle di Suessula. I due centri distano 6 km). Altro comune vicino è quello di Maddaloni, a 6,3 km. Dal capoluogo comunale dista 6 km.
Contigua con le due frazioni sanfeliciane di Botteghino e Ponti Rossi, e con le due acerrane di Gaudello e Pezzalunga (con le quali costituisce una piccola zona industriale distante circa 8 km dal CIS di Nola), si trova pressoché compresa nella conurbazione di Napoli.

## Storia
Nella zona della stazione, grazie a recenti scavi, sono state individuate le rovine attribuibili all'antica città italica di Suessula.
La frazione deve il suo nome a "Castra Marcelli" (letteralmente "accampamento di Marcello"), poiché vi sorgeva l'accampamento del generale romano Marco Claudio Marcello, che affrontò Annibale nella Prima, Seconda e Terza Battaglia di Nola (rispettivamente il 216 a.C., il 215 a.C. e il 214 a.C.) durante la Seconda Guerra Punica.
Sulla collina di Cancello è possibile visitare il castello, o Castello di Rudovaco di origine longobarda o normanna, visibile dall'autostrada, ancora oggi di proprietà della famiglia aristocratica dei Barracco. Nel 1840, con la costruzione della ferrovia Napoli-Caserta e della relativa stazione, Cancello entrò nella denominazione ufficiale del comune, allora chiamato semplicemente San Felice. Nel 1928 fu accorpata, col resto del comune, nel nuovo comune di Arienzo San Felice. Nel 1935 passò dalla provincia di Napoli alla provincia di Caserta. Nel 1948 i due comuni si staccarono nuovamente, riprendendo le rispettive denominazioni. Negli ultimi 40 anni ha avuto un cospicuo aumento della popolazione ed una notevole urbanizzazione.

## Monumenti e luoghi d'interesse
- Castello di Matinale del XIII secolo.

## Infrastrutture e trasporti
La principale arteria stradale è la Strada provinciale 338 ex SS 162 della Valle Caudina, su cui sorge, mentre l'autostrada A30 che ne lambisce l'abitato non conta alcuno svincolo, con i più vicini quelli di "Caserta Sud" e "Nola". Sull'Asse di Supporto Nola-Villa Literno conta uno svincolo al km 35,2.
La più importante struttura di trasporto presente sul territorio è la stazione ferroviaria, posta sulla linea Roma-Napoli (via Cassino), e capolinea delle linee per Avellino (FS) e per Benevento (EAV). Importante snodo ferroviario per il traffico regionale seppur privo di corse a lunga percorrenza, è l'unica stazione della Campania (capoluoghi esclusi) a poter contare con ogni variazione d'orario su collegamenti diretti con tutti e 5 i suoi capoluoghi di provincia.